# L’Hôpital-sous-Rochefort
L’Hôpital-sous-Rochefort ist eine ehemalige französische Gemeinde mit 106 Einwohnern (Stand: 1. Januar 2022) im Département Loire in der Region Auvergne-Rhône-Alpes. Sie gehörte zum Arrondissement Montbrison. Die Bewohner werden Pitarlas und Pitarlases genannt.
Der Erlass des Präfekten vom 23. Dezember 2024 legte mit Wirkung zum 1. Januar 2025 die Eingliederung von L’Hôpital-sous-Rochefort als Commune déléguée zusammen mit den früheren Gemeinden Débats-Rivière-d’Orpra und Saint-Laurent-Rochefort zur Commune nouvelle Solore-en-Forez fest.

## Geografie

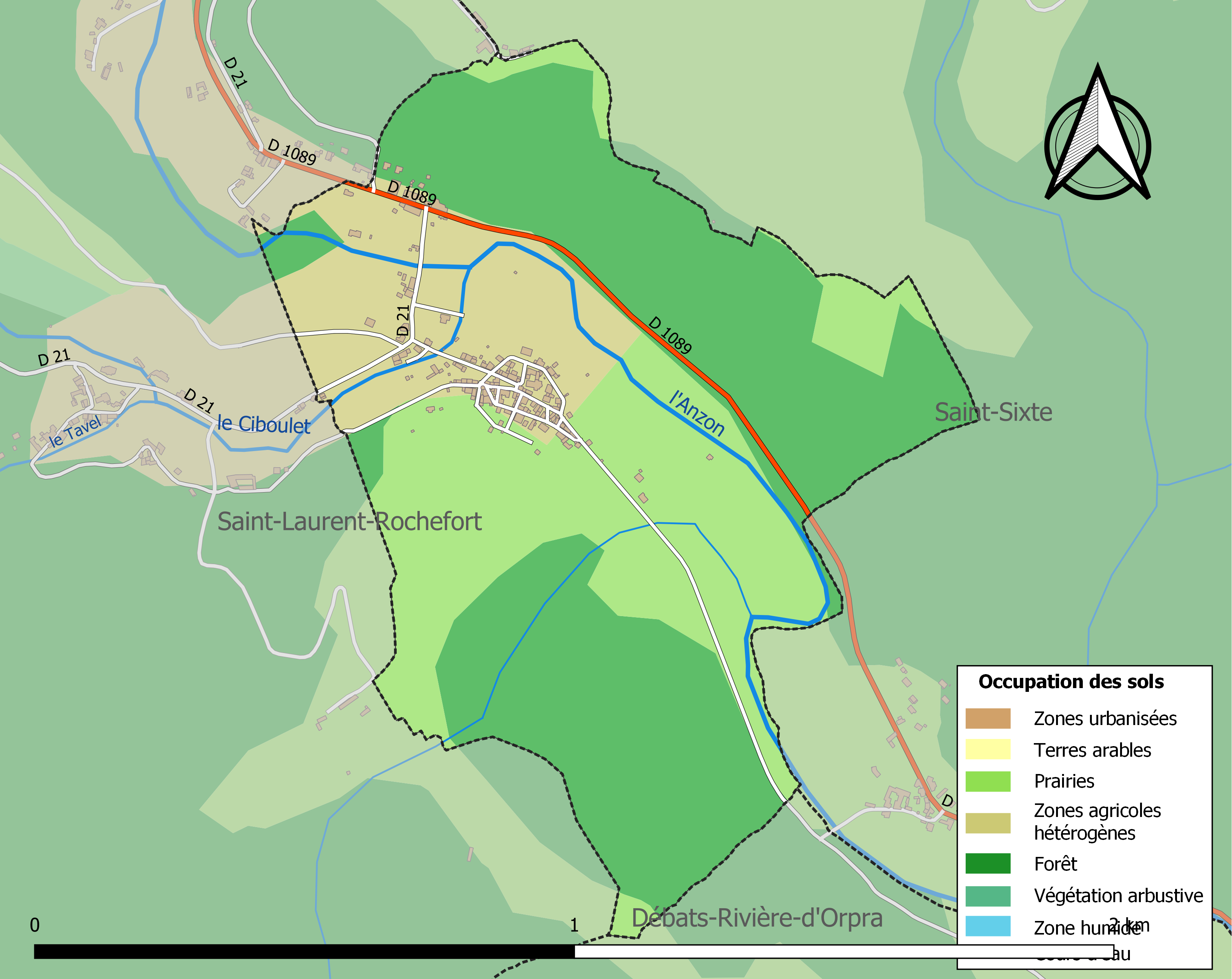
Bodennutzung, Hydrografie und Infrastruktur von L’Hôpital-sous-Rochefort (2018)

L’Hôpital-sous-Rochefort liegt etwa 21 Kilometer nordnordwestlich von Montbrison, etwa 51 Kilometer nordwestlich von Saint-Étienne und etwa 70 Kilometer westlich von Lyon in der historischen Provinz des Forez an der Ostflanke des gleichnamigen Gebirges. Der Ort liegt im Einzugsbereich der Loire und wird von Anzon bewässert, der ihn von Nordwest nach Südost durchströmt, und vom Flüsschen Ciboulet, das nahe des Ortszentrums in den Anzon mündet. Das Bodenrelief steigt vom Anzon-Tal auf beiden Seiten insbesondere auf der linken Uferseite steil an. Dort wird auch die höchste Erhebung mit 578 m erreicht. Das Ortszentrum liegt in Tallage auf etwa 440 m Höhe, die niedrigste Erhebung des Orts wird mit 411 m im Süden beim Austritt des Anzon aus dem Ortsgebiet gemessen.
Teile des Gebiets von L’Hôpital-sous-Rochefort gehören zum Natura-2000-Schutzgebiet „Lignon, Vizezy, Anzon et leurs affluents“ (FR8201758) und zu den ZNIEFF-Naturzonen „Monts du Forez“ (820032467) und „Plateau de Saint Sixte“ (820032415).
Rund 50 % der Fläche von L’Hôpital-sous-Rochefort sind bewaldet, insbesondere in den Hanglagen, rund 50 % werden landwirtschaftlich genutzt (Stand: 2018).
Umgeben wird L’Hôpital-sous-Rochefort von den Nachbargemeinden und den Communes déléguées der Commune nouvelle:
|                                            |                                             |             |
| Saint-Laurent-Rochefort (Commune déléguée) | Kompassrose, die auf Nachbargemeinden zeigt | Saint-Sixte |
|                                            | Débats-Rivière-d’Orpra (Commune déléguée)   |             |

## Geschichte
Trotz der zahlreichen Wiederverwendungen gallorömischer Steine war es nie möglich, die Anwesenheit eines gallo-römischen Lebensraums auf dem Standort festzustellen. Der Ort liegt an der alten Straße, die Lyon mit Clermont-Ferrand und Limoges verband. Sie gab dem Ort ihre Bestimmung als Zwischenstopp für Reisende und Pilger. Ab dem 13. Jahrhundert wurde L'Hôpital zu einem kleinen Handels- und Verwaltungszentrum (die Rechtsprechung wurde vom Prior ausgeübt). Es entstand ein Priorat mit Krankenhaus, später Herbergen und Gasthöfe in der nordwestlichen Vorstadt. Da wäre zum Beispiel das Hotel „Zum Goldenen Löwen“, in dem Michel de Montaigne im Jahr 1581 nach seiner Rückkehr von seiner Italienreise übernachtet haben soll. Obwohl das Priorat möglicherweise älter ist, erscheint es im Jahr 1116 in einer Tauschurkunde zwischen dem Erzbischof von Lyon und der Abtei La Chaise-Dieu.
Das Priorat war schutzlos und wurde während des Hundertjährigen Krieges nach 1350 mehrfach geplündert. Im Jahr 1439 gewährte Graf Charles I. de Bourbon den Einwohnern das Recht, einen Wall um die Stadt zu errichten. Guillaume Mastin de la Merlée, Mitglied der Familie Merlée, besaß die Besitztümer um Noirétable und Saint-Julien-la-Vêtre und war zwischen 1467 und 1485 Prior in L’Hôpital. Er nahm bedeutende Verbesserungen am Priorat und an der Kirche vor.
Durch die neue Straßenführung im 18. Jahrhundert, der zur Nationalstraße 89 wurde, führte der Königsweg nicht mehr durch das Dorf. Erst mit der Ankunft der Eisenbahn und des Bahnhofs Hôpital gewann das Dorf etwas von seiner Lebendigkeit zurück.

## Bevölkerungsentwicklung
| Jahr                       | 1962 | 1968 | 1975 | 1982 | 1990 | 1999 | 2006 | 2013 | 2020 |
| -------------------------- | ---- | ---- | ---- | ---- | ---- | ---- | ---- | ---- | ---- |
| Einwohner                  | 222  | 244  | 132  | 132  | 124  | 109  | 104  | 119  | 108  |
| Quellen: Cassini und INSEE |      |      |      |      |      |      |      |      |      |

## Sehenswürdigkeiten
- Kirche Notre-Dame aus dem 12. Jahrhundert, seit 1938 als Monument historique klassifiziert
- Das Wohngebäude „Maison Coupat“ aus dem 19. Jahrhundert
- Friedhofskapelle der Familie Coupat aus der ersten Hälfte des 19. Jahrhunderts
- Ehemaliges Priorat der Benediktiner aus dem 12. und 15. Jahrhundert
- Reste der Stadtbefestigung aus dem 15. Jahrhundert
- Taubenschlag im Weiler Aux Littes aus dem 17. Jahrhundert

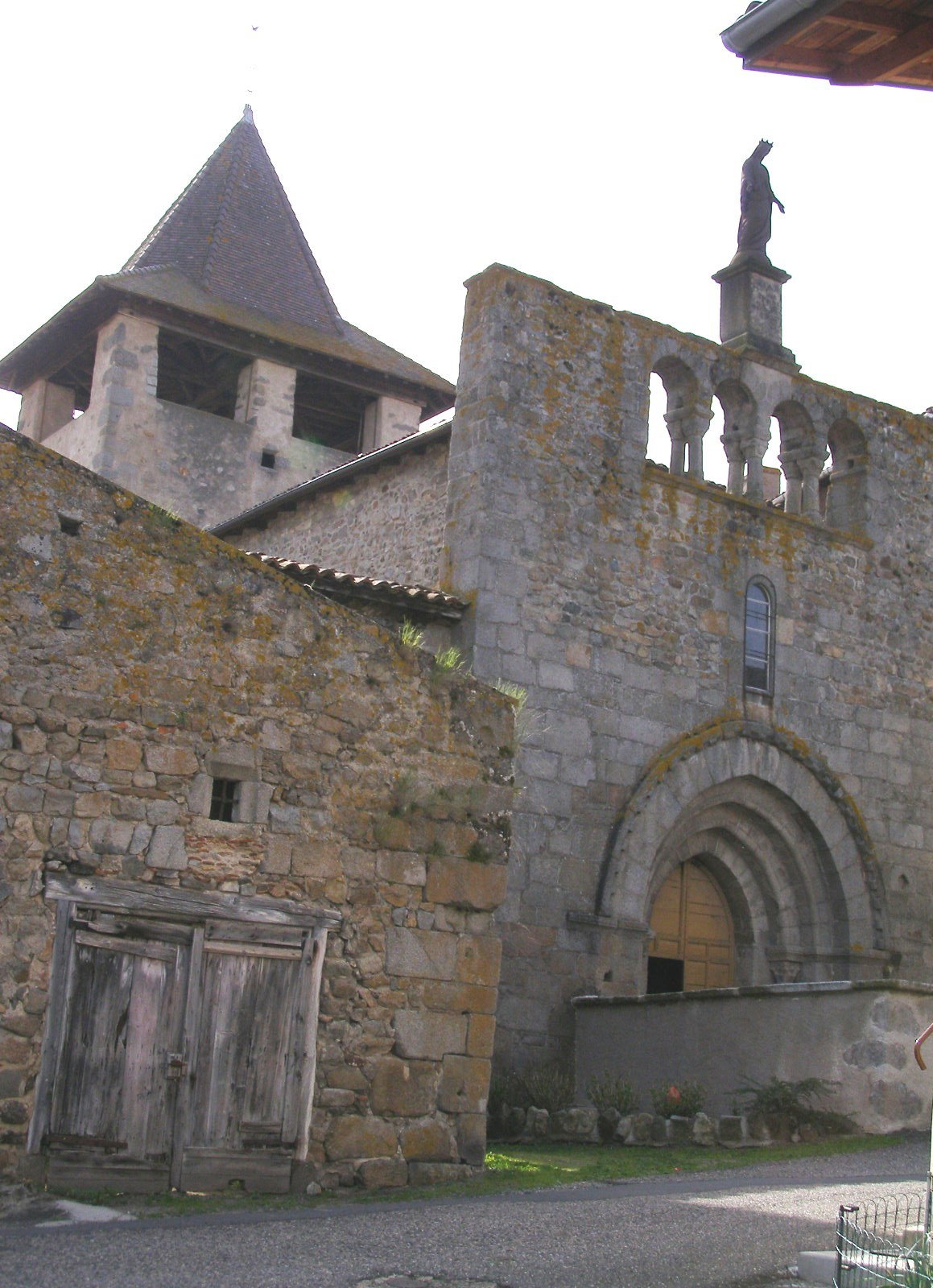
Kirche Notre-Dame
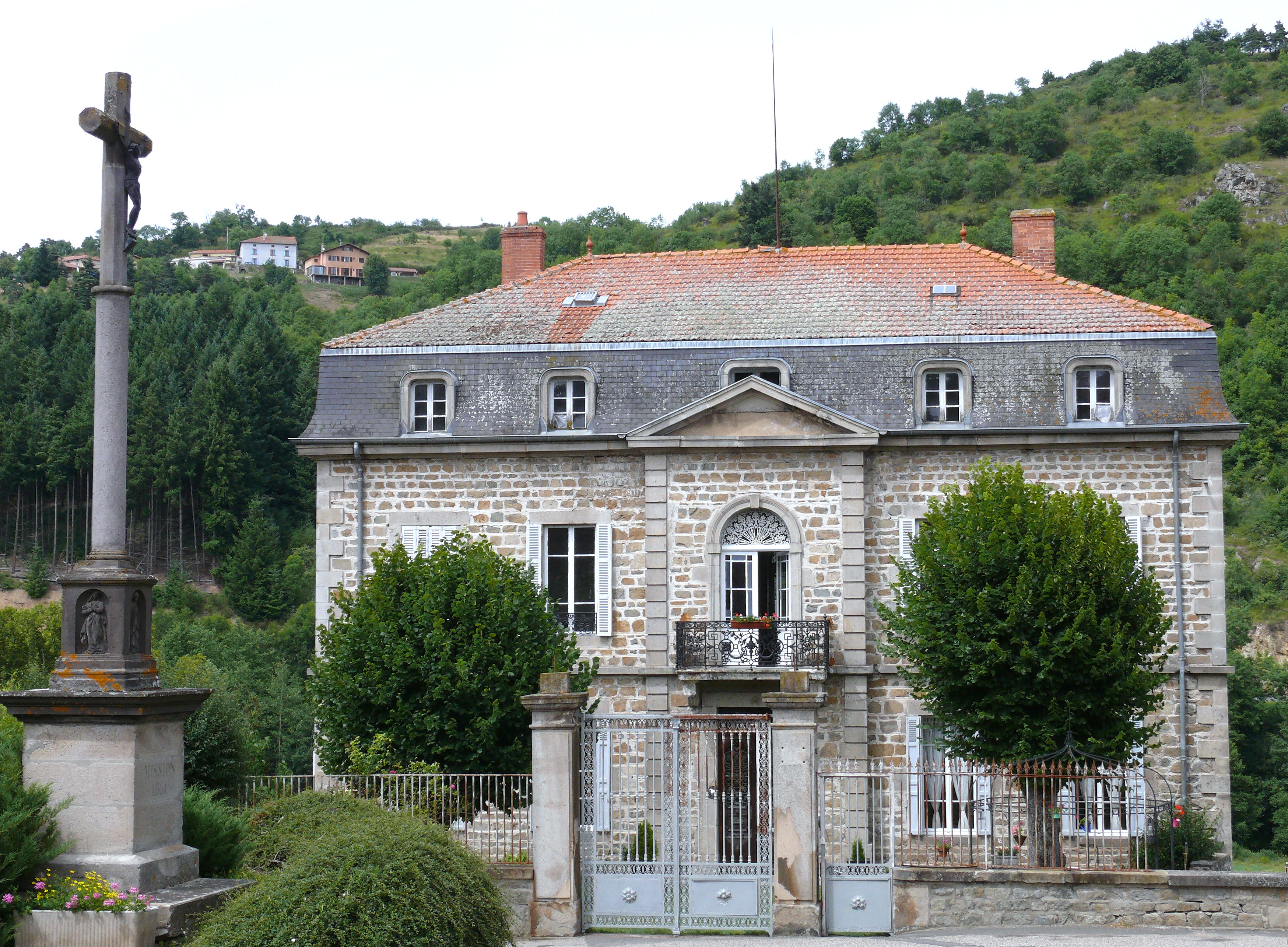
Maison Coupat
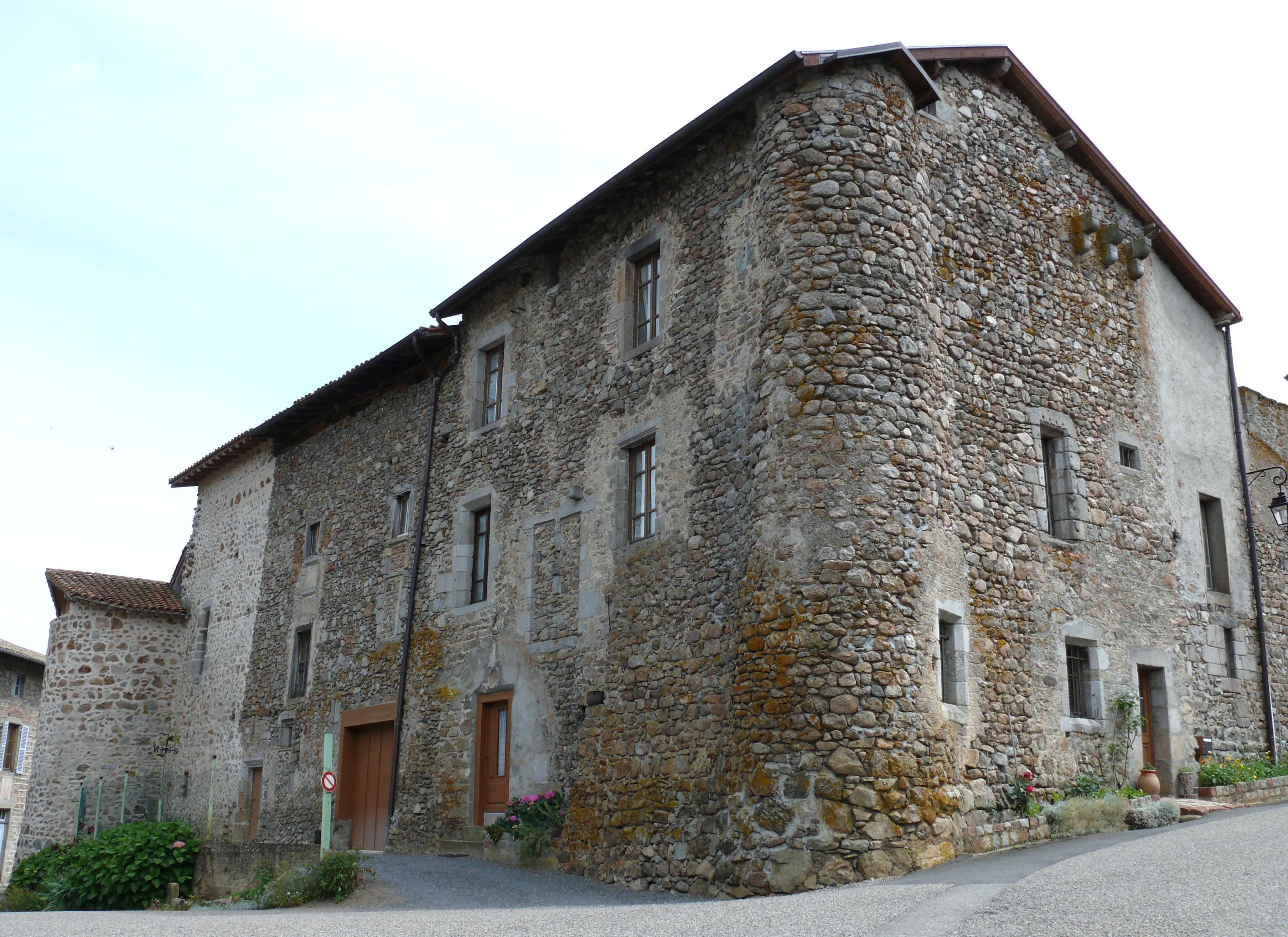
Ehemaliges Priorat
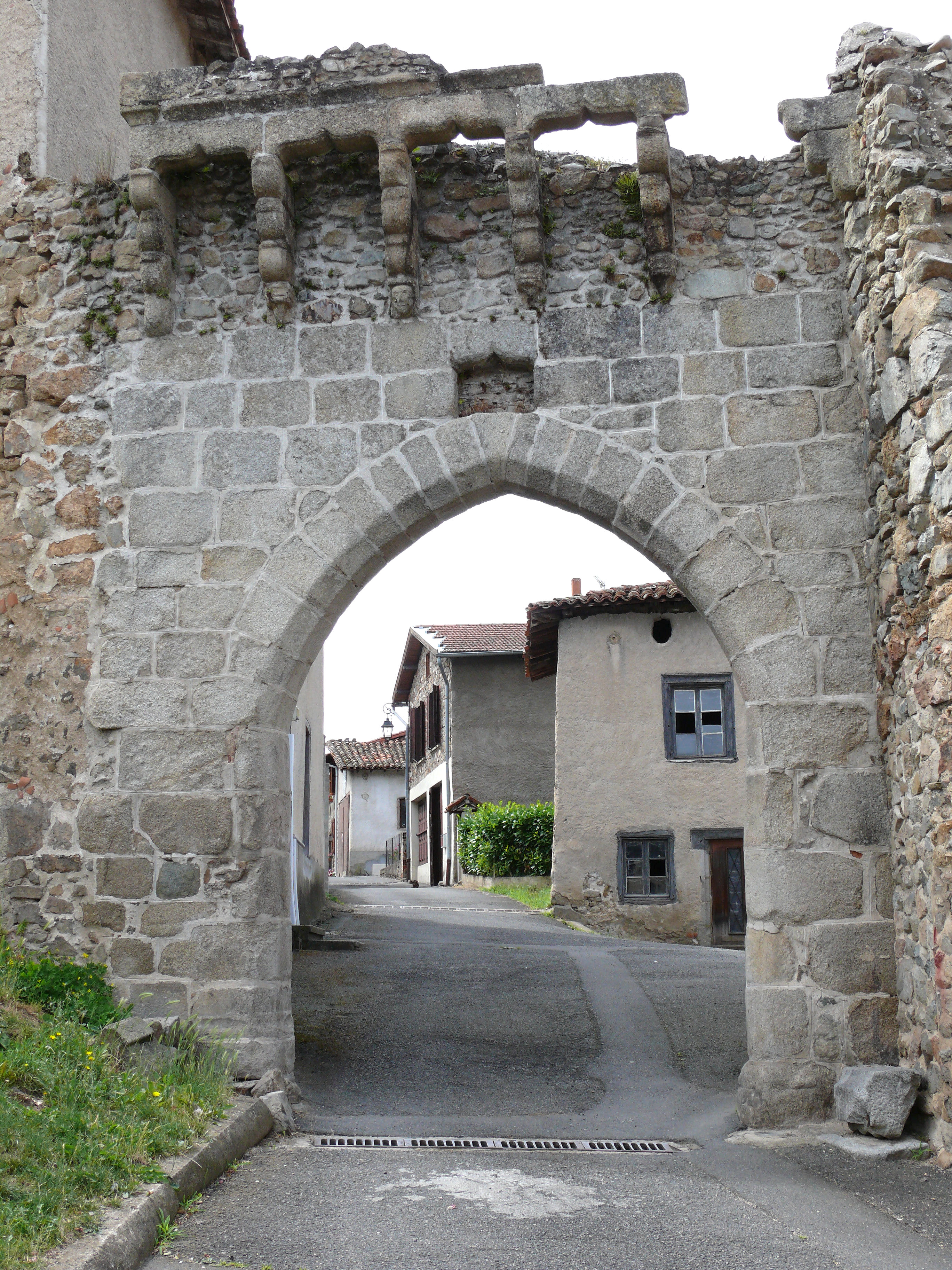
Altes Stadttor „Porte de Boën“